# باتيمات أباكاروفا
باتيمات أباكاروفا (بالروسية: Патимат Серажутдиновна) لاعبة تايكوندو أذربيجانية ولدت بداغستان يوم 23 أكتوبر 1994.
تنافست في الألعاب الأولمبية الصيفية لسنة 2016 في ريو دي جانيرو ضمن فئة 49 كيلوغرام سيدات وحازت على ميدالية نحاسية.

## روابط خارجية
- باتيمات أباكاروفا على موقع TaekwondoData.com (الإنجليزية)
- باتيمات أباكاروفا على موقع أوليمبيديا (الإنجليزية)